# Amtsgericht Flatow

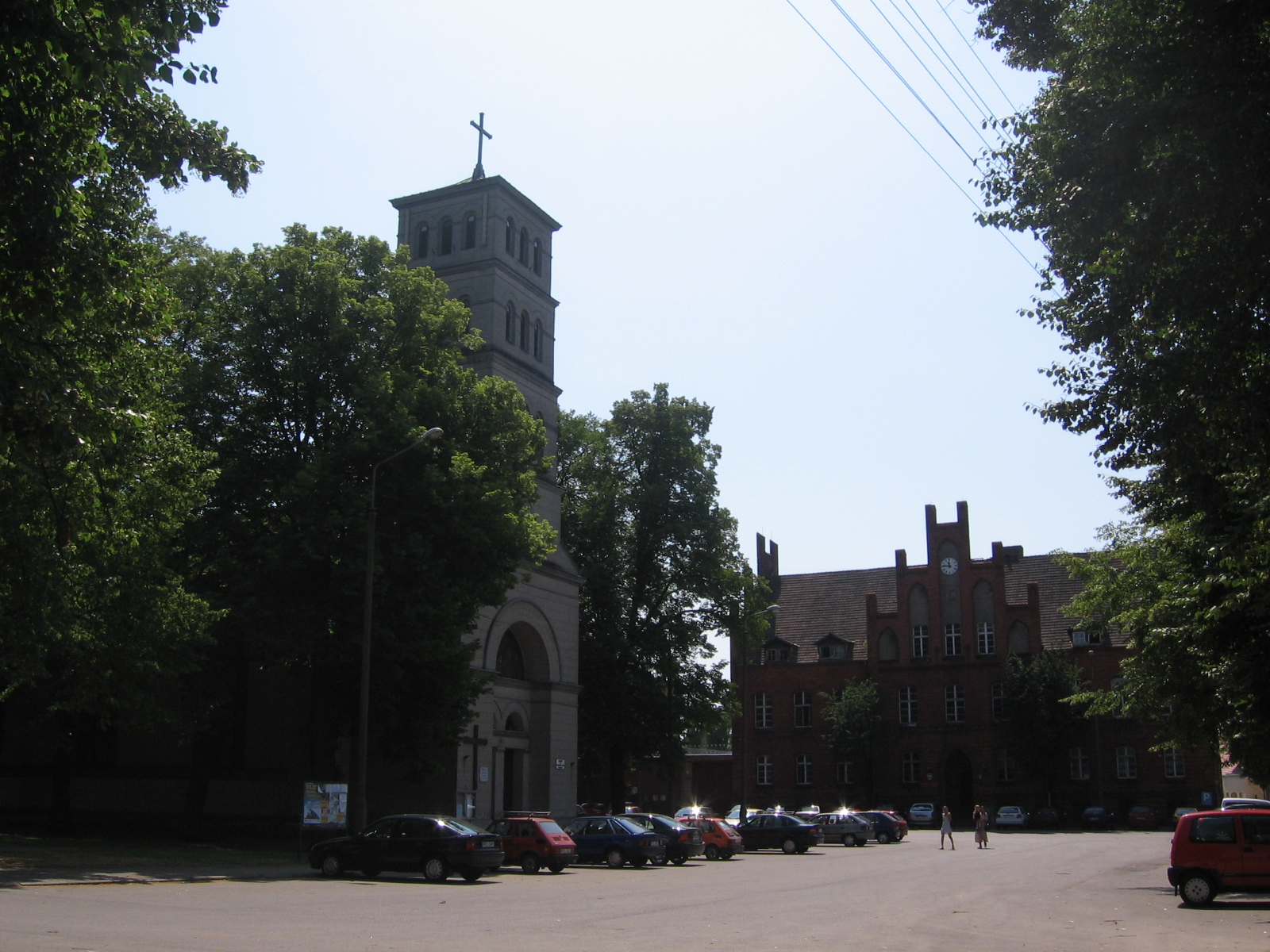
Amtsgerichtsgebäude, ungefähr vor 2006

Das Amtsgericht Flatow war ein preußisches Amtsgericht mit Sitz in Flatow.

## Geschichte
In Flatow bestand von 1849 bis 1879 das Kreisgericht Flatow. Das königlich preußische Amtsgericht Flatow wurde mit Wirkung zum 1. Oktober 1879 als eines von neun Amtsgerichten im Bezirk des Landgerichtes Conitz im Bezirk des Oberlandesgerichtes Marienwerder gebildet. Der Sitz des Gerichtes war Flatow. Sein Gerichtsbezirk umfasste den Kreis Flatow ohne die Teile, die den Amtsgerichten Vandsburg und Zempelburg zugeordnet waren. Am Gericht bestanden 1880 vier Richterstellen. Das Amtsgericht war damit ein großes Amtsgericht im Landgerichtsbezirk. Der Amtsgerichtsbezirk kam aufgrund des Versailler Vertrages 1919 teilweise zu Polen. Flatow selbst blieb beim Deutschen Reich. Da Conitz an Polen gefallen war, wurde das Amtsgericht Flatow dem Landgericht Schneidemühl zugeordnet.
Im Jahre 1945 wurde der Amtsgerichtsbezirk unter polnische Verwaltung gestellt, und die deutschen Einwohner wurden vertrieben. Damit endete auch die Geschichte des Amtsgerichtes Flatow. Unter polnischer Verwaltung entstand das Sąd Rejonowy w Złotowie (1950–1975: Sąd Powiatowy w Złotowie).

## Richter
- Georg Hirschberg (Amtsrichter 1903 bis 1910)